# Синагога Канесои Кассобхо
Канесои́ Кассобхо́ (узб. Kanesoi Qassobho sinagogasi; евт. Синагогаи Канесои Қассобҳо) — ныне не существующая синагога бухарских (среднеазиатских) евреев, которая располагалась в старой части города Самарканд, в соседстве с синагогой Канесои Калон. 
Синагога Канесои Кассобхо (в переводе с персидского, таджикского и еврейско-таджикского языков означает Синагога мясников), была построена в 1880-е годы бухарско-еврейскими мясниками и торговцами кошерным мясом. Она находилась в старой части города Самарканд, в соседстве с синагогой Канесои Калон.